# Coenagrion australocaspicum
Coenagrion australocaspicum – słabo poznany gatunek azjatyckiej ważki z rodziny łątkowatych (Coenagrionidae).
Występuje na południowych wybrzeżach Morza Kaspijskiego na północnym wschodzie Kaukazu w Azerbejdżanie i Iranie. Dokładny zasięg zajmowany przez gatunku nie jest znany. Żyje na nizinach. Jego siedlisko obejmuje płykie, lecz stałe zbiorniki wodne, mokradła, niewielkie strumyki z obfitą roślinnością nadbrzeżną. Zagrożenie może stanowić dlań rozwój na terenach podmokłych.